# I fantastici 5 - Alla ricerca del tesoro perduto
I fantastici 5 - Alla ricerca del tesoro perduto del 2014 di Mike Marzuk, sequel dei film I fantastici 5 del 2012 e I fantastici 5 - Alla ricerca dell'occhio verde del 2013.

## Trama
I cinque amici scoprono in vacanza su un'isola esotica mentre fanno immersioni, in un naufragio c'è una misteriosa bussola, che secondo Joe è il riferimento a un tesoro pirata.

## Sequel
Il film ha avuto un altro sequel I fantastici 5 - Gli amuleti del faraone (2015).